# Loriotus luctuosus
La tangara luctuosa (Loriotus luctuosus), también denominado frutero negro (en Venezuela),  parlotero aliblanco (en Colombia), tángara caponiblanca (en Costa Rica), tángara ribetiblanca (en Nicaragua), tangara hombriblanca (en Ecuador, Panamá y Colombia) o tangara de hombro blanco (en Perú), es una especie de ave paseriforme de la familia Thraupidae perteneciente al género Loriotus, antes situada en Tachyphonus. Es nativa de Centro y Sudamérica.

## Distribución y hábitat
Se distribuye de forma discontinua en una extensa área, desde Honduras, por Nicaragua, Costa Rica, Panamá, y a occidente de los Andes por el norte de Colombia, noroeste de Venezuela y oeste de Ecuador; y, a oriente de los Andes desde el oeste de Venezuela, por Colombia, este de Ecuador, este de Perú, hasta el centro de Bolivia, hacia el este por el este de Venezuela, Trinidad y Tobago, Guyana, Surinam, Guayana Francesa y la mayor parte de la Amazonia brasileña. Está ausente del cuadrante noroccidental de la cuenca amazónica.
Esta especie, ampliamente diseminada, es común pero de ocurrencia localizada en sus hábitats naturales: el dosel, el sub-dosel y los bordes de selvas húmedas y bosques, principalmente por debajo de los 800m de altitud.

## Descripción
Mide unos 14 cm de longitud y pesa alrededor de 14 g. Tiene la cola larga y el pico puntiagudo. Los machos adultos son de color negro brillante menos el borde de los hombros y por debajo de las alas. La mancha blanca de los hombros es la principal diferencia con la muy similar tangara negra (Tachyphonus rufus), en la cual ésta es menor y prácticamente solo visible en vuelo. En cambio las hembras y los inmaduros tienen las partes superiores de color verde oliva y las inferiores amarillentas con la cabeza y el cuello grises.

## Sistemática

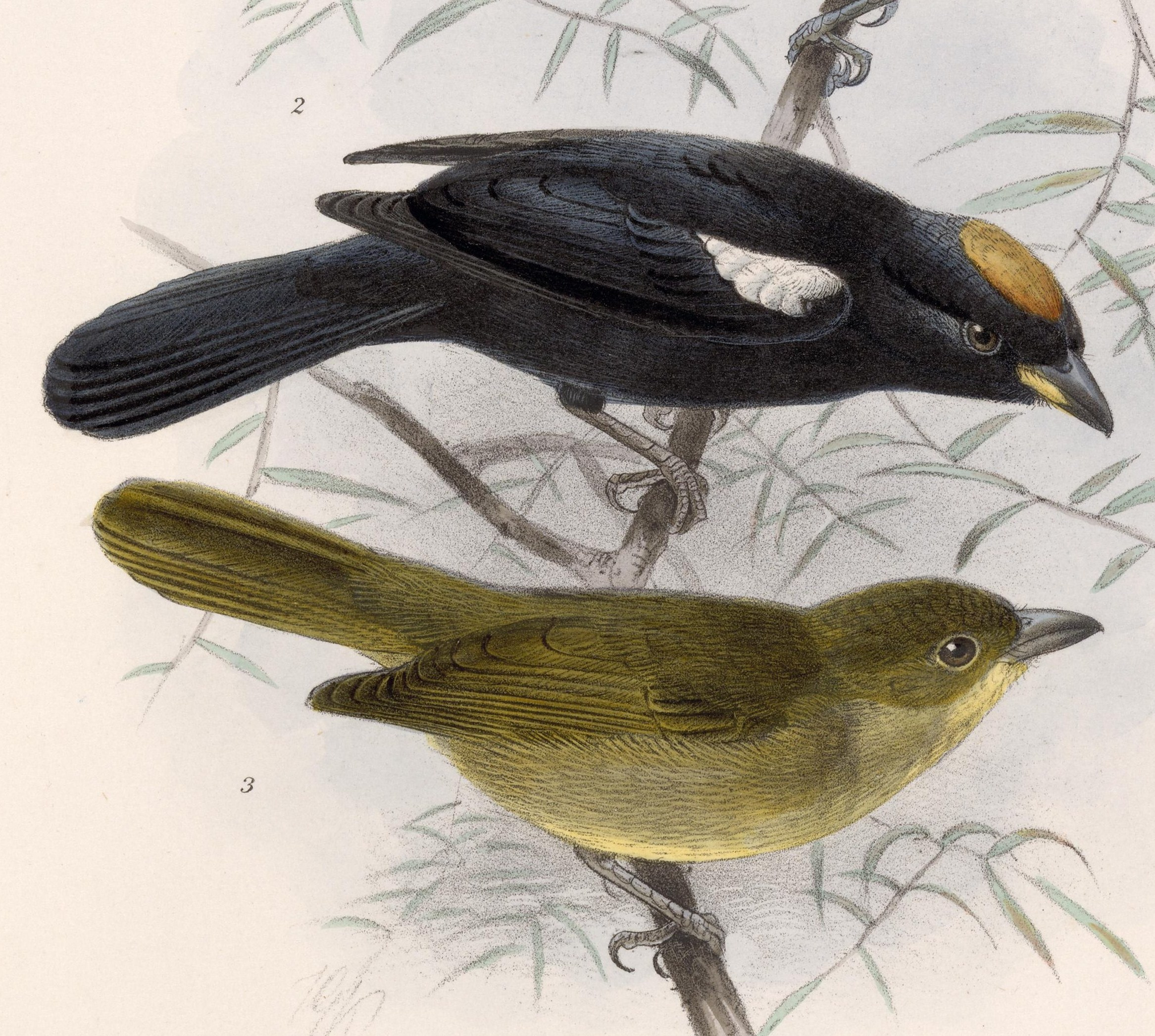
Tachyphonus luctuosus nitidisimus (macho y hembra); ilustración de Keulemans, para Biologia Centrali-Americana, 1902.

### Descripción original
La especie L. luctuosus fue descrita por primera vez por los naturalistas franceses Alcide d'Orbigny y Frédéric de Lafresnaye en 1837 bajo el nombre científico Tachyphonus luctuosus; su localidad tipo es «Guarayos, Bolivia».

### Etimología
El nombre genérico masculino «Loriotus» deriva de la palabra francesa «loriot», que es el nombre común de la oropéndola europea Oriolus oriolus; y el nombre de la especie «luctuosus», del latín: de luto, en referencia al color negro de la especie.<

### Taxonomía
En los años 2010, publicaciones de filogenias completas de grandes conjuntos de especies de la familia Thraupidae basadas en muestreos genéticos, permitieron comprobar lo que ya era sugerido por otros autores anteriormente: que el género Tachyphonus era polifilético, con las especies antes denominadas Tachyphonus luctuosus, T. rufiventer y T. cristatus formando un clado bien caracterizado distante del resto de las especies. Burns et al. (2016) propusieron separar las tres especies citadas en un nuevo género Islerothraupis. La inclusión de las tres especies y el género Islerothraupis fueron reconocidos en la Propuesta N° 730.05 al Comité de Clasificación de Sudamérica (SACC).
Posteriormente, se descubrió que existía un género Loriotus disponible, descrito por el zoólogo polaco Feliks Paweł Jarocki en 1821, cuya especie tipo era Tanagra cristata = Tachyphonus cristatus, por lo que Islerothraupis se convirtió en un sinónimo posterior del mismo. Esta corrección taxonómica fue aprobada en la Propuesta N° 836 al SACC.
Los datos genéticos indican que la presente especie es hermana del par formado por Loriotus rufiventer y L. cristatus.
El Comité Brasileño de Registros Ornitológicos (CBRO) en su Edición 2014 de la Lista de Aves de Brasil agrupa a la presente especie en el género Lanio, bajo el nombre científico Lanio luctuosus.

### Subespecies
Según las clasificaciones del Congreso Ornitológico Internacional (IOC) y Clements Checklist/eBird v.2019 se reconocen cinco subespecies, con su correspondiente distribución geográfica:
- Loriotus luctuosus axillaris (Lawrence), 1874 – pendiente caribeña desde el este de Honduras al oeste de Panamá.
- Loriotus luctuosus nitidissimus (Salvin), 1870 – pendiente del Pacífico del suroeste de Costa Rica y extremo oeste de Panamá.
- Loriotus luctuosus panamensis (Todd), 1917 – del este de Panamá hasta el oeste de Colombia, oeste de Ecuador y noroeste de Venezuela.
- Loriotus luctuosus luctuosus (Orbigny & Lafresnaye) 1837 – desde el sureste de Colombia a oriente de los Andes hasta Bolivia, las Guayanas y norte de Brasil.
- Loriotus luctuosus flaviventris (P.L. Sclater), 1856 – extremo noreste de Venezuela (Sucre) y Trinidad.